# Unawa
Unawa (ukr. Унава) – rzeka na Ukrainie, w obwodach żytomierskim i kijowskim, prawy dopływ Irpienia (dorzecze Dniepru). Ma 87 km długości, a jej dorzecze zajmuje powierzchnię 680 km². Źródła znajdują się w pobliżu miejscowości Mostowe. Płaskodenna dolina rzeki sięga do 4 km szerokości i do 30 m głębokości. Obszar zalewowy jest miejscami podmokły i dochodzi do 600 m szerokości. Koryto jest uregulowane na długości 34 km. Spadek rzeki wynosi 1,2 m/km. Ustrój rzeki ma charakter mieszany. Unawa zamarza w okresie od początku grudnia do pierwszej połowy marca. Przepływa przez miasto Fastów, w granicach którego utworzono na rzece zbiornik.